# Allemagne au Concours Eurovision de la chanson 1980
L'Allemagne a participé au Concours Eurovision de la chanson 1980 le 19 avril à La Haye, aux Pays-Bas. C'est la 25e participation allemande au Concours Eurovision de la chanson.
Le pays est représenté par la chanteuse Katja Ebstein et la chanson Theater, sélectionnées par la BR à travers la finale nationale Ein Lied für Den Haag.

## Sélection

### Ein Lied für Den Haag
Le radiodiffuseur allemand Bayerischer Rundfunk (BR, « Radiodiffusion de la Bavière »), organise la finale nationale intitulée Ein Lied für Den Haag (« Une chanson pour La Haye ») pour représenter l'Allemagne au Concours Eurovision de la chanson 1980.

#### Finale
La finale nationale allemande Ein Lied für Den Haag, présentée par Carolin Reiber et Thomas Gottschalk, a lieu le 20 mars 1980 aux studios de la BR à Munich,.
Douze chansons participent à cette sélection allemande. Les chansons sont toutes interprétées en allemand, langue nationale de l'Allemagne.
| Ordre | Artiste                   | Chanson                               | Traduction                     | Points | Place |
| ----- | ------------------------- | ------------------------------------- | ------------------------------ | ------ | ----- |
| 1     | Mel Jersey                | Du bist nicht mehr frei               | Tu n'es plus libre             | 3 310  | 6     |
| 2     | Costa Cordalis            | Pan                                   | –                              | 4 634  | 2     |
| 3     | Marianne Rosenberg        | Ich werd' da sein, wenn es Sturm gibt | Je serais où sera la tempête   | 2 169  | 12    |
| 4     | Roland Kaiser             | Hier kriegt jeder sein Fett           | Tout le monde aura sa part ici | 2 823  | 8     |
| 5     | Stefan Waggershausen & Co | Verzeih'n Sie, Madame                 | Excusez-moi madame             | 3 625  | 4     |
| 6     | Katja Ebstein             | Theater                               | Théâtre                        | 4 828  | 1     |
| 7     | Adam et Eve               | Hallo Adam, Hallo Eva                 | Bonjour Adam, Bonjour Ève      | 2 847  | 7     |
| 8     | Montezuma                 | Montezuma Castle                      | Château de Montezuma           | 3 586  | 5     |
| 9     | Tony & David              | Minnesänger - Mädchenfänger           | Ménestrels - attrape-filles    | 2 784  | 9     |
| 10    | Stefan Hallberg           | Gib uns Zeit                          | Donnez-nous du temps           | 2 266  | 11    |
| 11    | Suzanne Klee              | Wenn du nicht weißt wohin             | Quand tu ne sais pas où aller  | 3 968  | 3     |
| 12    | Viel-Harmoniker (de)      | In der Oper'                          | À l'opéra                      | 2 462  | 10    |

Lors de cette sélection, c'est la chanson Theater interprétée par Katja Ebstein, qui fut choisie,. 
Le chef d'orchestre sélectionné pour l'Allemagne à l'Eurovision 1980 est Wolfgang Rödelberger.

## À l'Eurovision

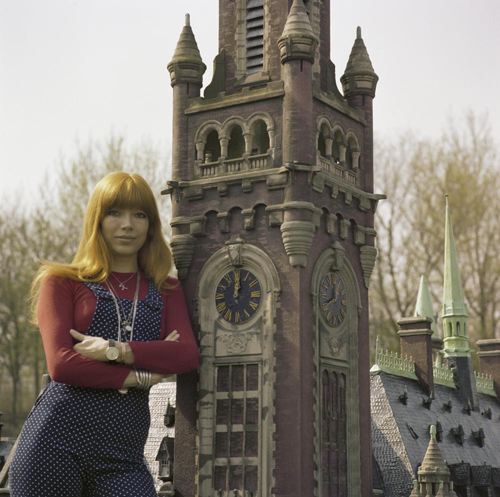
Katja Ebstein le 15 avril 1980 lors des sessions photographiques de l'Eurovision 1980 aux Pays-Bas.

### Points attribués par l'Allemagne
| 12 points | Irlande     |
| 10 points | Suisse      |
| 8 points  | Pays-Bas    |
| 7 points  | Italie      |
| 6 points  | Norvège     |
| 5 points  | Danemark    |
| 4 points  | Autriche    |
| 3 points  | Royaume-Uni |
| 2 points  | Suède       |
| 1 point   | Portugal    |

### Points attribués à l'Allemagne
| 12 points                     | 10 points                                | 8 points              | 7 points                       | 6 points |
| ----------------------------- | ---------------------------------------- | --------------------- | ------------------------------ | -------- |
| - Espagne - Italie - Pays-Bas | - France - Maroc - Royaume-Uni - Turquie | - Autriche - Portugal | - Belgique - Danemark - Suisse |          |
| 5 points                      | 4 points                                 | 3 points              | 2 points                       | 1 point  |
| - Irlande - Suède             |                                          | - Luxembourg          | - Finlande                     |          |

Katja Ebstein interprète Theater en douzième position lors de la soirée du concours, suivant la Norvège et précédant le Royaume-Uni.
Au terme du vote final, l'Allemagne termine 2e sur les 19 pays participants, ayant reçu 128 points au total, se classant derrière le pays vainqueur l'Irlande (143 points),. L'Allemagne attribue ses douze points à l'Irlande.